# Diatomocera dosia
Diatomocera dosia es una especie de mariposa de la familia Pyralidae. Fue descrita por Dyar en 1914, se conoce en Panamá.